# Прокторвил (Охајо)
Прокторвил (енгл. Proctorville) град је у америчкој савезној држави Охајо.

## Демографија
По попису из 2010. године број становника је 574, што је 46 (-7,4%) становника мање него 2000. године.
| Група             | 2000.       | 2010.       |
| Белци             | 607 (97,9%) | 556 (96,9%) |
| Афроамериканци    | 6 (1,0%)    | 2 (0,3%)    |
| Азијати           | 0 (0,0%)    | 0 (0,0%)    |
| Хиспаноамериканци | 2 (0,3%)    | 6 (1,0%)    |
| Укупно            | 620         | 574         |